# 杨秉佳
杨秉佳（1992年2月22日—），中國男編劇、導演及演員。參與作品多為網路電影，知名如擔任編劇的《东北警察故事》（2021年），以及自編自導的《目中无人》（2022年）和《目中无人2》（2024年）；他也與秦鹏飞合作執導了《东北警察故事2》（2023年）。這幾部電影皆由謝苗主演，雖然為網路發行，但口碑普遍正面，收益也取得了成功，尤其是《目中无人2》。

## 作品列表
- 2012：《地基》（學生電影）-導演、編劇
- 2017：《奇門遁甲》-編劇（未掛名）
- 2020：《奇門遁甲》-編劇
- 2020：《破神录》-編劇
- 2021：《血战虎门》-編劇
- 2021：《东北警察故事》-編劇
- 2022：《目中无人》-導演、編劇
- 2022：《狂虎危城》-編劇
- 2023：《东北警察故事2》-導演、編劇[2]
- 2023：《封神：祸商》-編劇
- 2024：《目中无人2》-導演、編劇[3][4]

## 外部連結
- 杨秉佳在互联网电影资料库（IMDb）上的資料（英文）